# Jack Horner
John „Jack“ R. Horner (* 15. června 1946) je americký paleontolog, který se stal známým především objevem kachnozobého dinosaura rodu Maiasaura a hnízdních kolonií těchto tvorů, čímž dokázal jejich péči o potomstvo. Šlo o jeden z nejdůležitějších objevů pro pochopení etologie neptačích dinosaurů.

## Kariéra
Dlouhodobě pracoval v Montaně v USA jako kurátor paleontologických sbírek Museum of the Rockies. Proslavil se zejména výzkumem v sedimentech souvrství Two Medicine a Hell Creek. Objevil množství fosilních pozůstatků dinosaurů z období svrchní křídy, včetně rodů Tyrannosaurus, Triceratops, Torosaurus, Orodromeus, Anatotitan, Maiasaura, Einiosaurus a mnohé další. Od roku 1993 se podílí i na paleobiologickém výzkumu s cílem získat dinosauří proteiny z morku kosti tyranosaura a jiných dinosaurů. V roce 2007 se to údajně povedlo paleobioložce Mary Higby Schweitzerové z Univerzity v Severní Karolíně.
Na počest Jacka Hornera bylo pojmenováno několik druhů dinosaurů, například hadrosaurid Anasazisaurus horneri, ceratopsid Achelousaurus horneri nebo teropod Daspletosaurus horneri.

## Publikované knihy
Horner je také autorem mnoha populárně naučných knih, zejména s tematikou vykopávek dinosaurů. Mezi nejznámější patří jeho titul The Complete T. rex ("Kompletní T. rex") z roku 1993, který napsal spolu s autorem vědeckých statí a popularizátorem paleontologie Donem Lessemem. Kniha pojednává o vykopávkách exempláře tyranosaura známého jako "Wankelův Rex" (MOR 555), objeveného v Montaně roku 1988.

## Zajímavosti

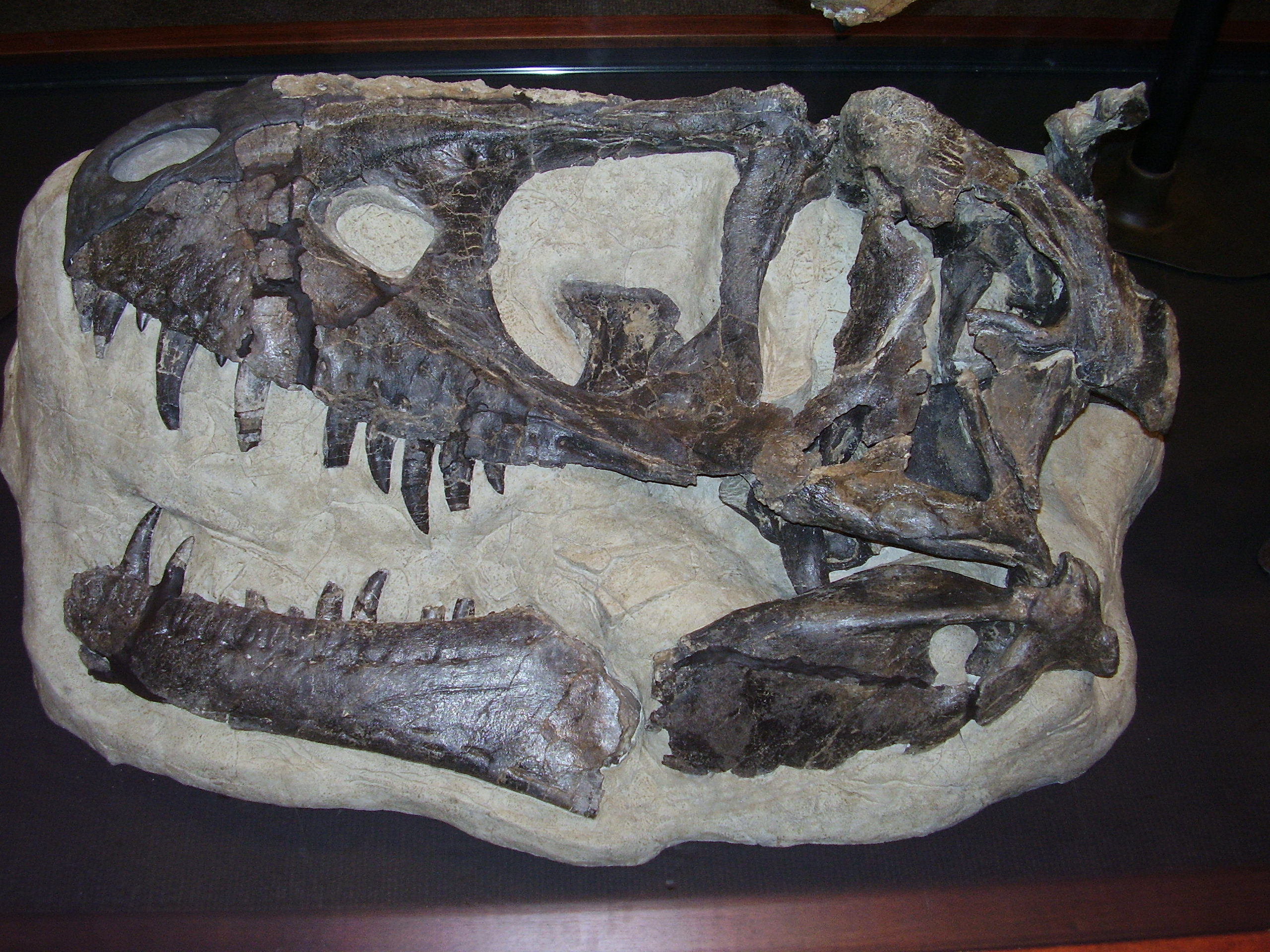
Lebka druhu Daspletosaurus horneri, pojmenovaného po Jacku Hornerovi

Společně se svým kolegou Robertem T. Bakkerem se také podílel na natáčení filmu Jurský park jako vědecký poradce. Autor románové předlohy Michael Crichton údajně založil svou hlavní postavu paleontologa Alana Granta z velké části právě na Hornerovi.
V současnosti Horner spolupracuje na projektu genetického vytvoření (modifikace) kuřete s původními vývojovými rysy dinosauřích předků (projekt "Dinochicken").